# Eurymelops generosa
Eurymelops generosa är en insektsart som beskrevs av Carl Stål 1865. Eurymelops generosa ingår i släktet Eurymelops och familjen dvärgstritar. Inga underarter finns listade i Catalogue of Life.